# Barisia ciliaris
Espèce
Synonymes
- Gerrhonotus levicollis ciliaris Smith, 1942
- Barisia imbricata ciliaris (Smith, 1942)

Barisia ciliaris est une espèce de sauriens de la famille des Anguidae.

## Répartition
Cette espèce est endémique du Mexique. Elle se rencontre au Chihuahua, au Sinaloa, au Durango, au Coahuila, au Nuevo León, au San Luis Potosí, au Zacatecas, au Guanajuato et en Hidalgo.

## Publication originale
- Smith, 1942 : Mexican herpetological miscellany. Proceedings of the United States National Museum, vol. 92, p. 349-395 (texte intégral).